# 杨卓 (1914年)
杨卓（1914年—1995年2月2日），原名杨德财，中国江西省兴国县永丰乡蕉溪村人，中国人民解放军开国大校。
杨卓出生于一个贫寒家庭，早年丧父。1931年，他参加了中国工农红军，1932年加入中国共产主义青年团，1935年转入中国共产党。
在土地革命战争时期，杨卓历任排长、连指导员、特派员等职，并参加了长征。抗日战争时期，他担任晋察冀军区政治部锄奸科科长、团政委等职，并参加了平型关战斗。解放战争时期，历任张家口卫戍区政治部副主任等职。
1955年被授予大校军衔，1961年晋升为少将军衔。荣获二级八一勋章、二级独立自由勋章、二级解放勋章，1988年荣获一级红星功勋荣誉章。
中华人民共和国成立后，杨卓历任公安部队政治部保卫部部长、总参谋部警备部干部部副部长、训练基地政治部主任、解放军外国语学院第一政委、解放军技术工程学院第一政委、总参谋部三部顾问。1960年，毕业于解放军政治学院。他是中国人民政治协商会议第五届全国委员会委员。
1995年2月2日，杨卓将军在北京逝世，享年81岁。